# NGC 7429
NGC 7429 је расејано звездано јато у сазвежђу Цефеј које се налази на NGC листи објеката дубоког неба.
Деклинација објекта је + 59° 58' 24" а ректасцензија 22h 56m 0,0s. Привидна величина (магнитуда) објекта NGC 7429 износи 12,6. NGC 7429 је још познат и под ознакама OCL 249.